# Оле Квіст
Оле Квіст (дан. Ole Qvist, нар. 25 лютого 1950, Копенгаген) — данський футболіст, що грав на позиції воротаря. Відомий за виступами в данському клубі КБ, у складі якого став дворазовим чемпіоном Данії, а також у складі національної збірної Данії.

## Клубна кар'єра
Оле Квіст народився в Копенгагені, та розпочав виступи в дорослому футболі у 1970 році в складі команди з рідного міста КБ, кольори якої і захищав протягом усієї своєї кар'єри гравця, що тривала до 1987 року. У складі команди швидко став основним воротарем, загалом зіграв 290 матчів у чемпіонаті країни, двічі в складі КБ ставав чемпіоном Данії. Після завершення виступів на футбольних полях працював поліцейським.

## Виступи за збірну
У 1979 році Оле Квіст дебютував у складі національної збірної Данії. У складі збірної був учасником чемпіонату Європи 1984 року в Іспанії, на якому данська збірна дісталась півфіналу, а Квіст захищав її ворота у всіх 4 матчах, та чемпіонату світу 1986 року у Мексиці, де Квіст у всіх матчах збірної знаходився у запасі. У складі збірної грав до 1986 року, загалом зіграв у складі збірної 39 матчів.

## Титули і досягнення
- Чемпіон Данії (2):

КБ: 1974, 1980